# Patissa xantholeucalis
Patissa xantholeucalis là một loài bướm đêm trong họ Crambidae.